# ユージーン・フェルプス
ユージーン・フェルプス（Eugene Phelps、1990年1月23日 - ）は、アメリカ合衆国のバスケットボール選手である。ポジションはパワーフォワード。
アメリカで大学までプレーした後、2012年にプロキャリアをスタートし、メキシコ、プエルトリコ、ドミニカ共和国、フィリピン、台湾、韓国でプレーしている。2019年に来日し、現在は新潟アルビレックスBBに所属。

## 来歴
カリフォルニア州ロサンゼルス出身で、2009年から2012年までカリフォルニア州立大学ロングビーチ校に通った。2011-12シーズンにビッグウエストカンファレンスのセカンドチームに選出された。
プロ選手としての最初に契約したチームはメキシコ・LNBPのアベハス・デ・レオン。
2017-18シーズン、ソレス・デ・メヒカリで優勝し、LNBPファイナルのMVPを受賞した。
2018-19シーズンは韓国バスケットボールリーグのソウル三星サンダースに所属し、KBLオールスターに選出された。
2019-20シーズン途中の11月、Bリーグ（B1）の琉球ゴールデンキングスに入団した。4試合に出場し、1試合平均29.3分の出場、FG成功率55.3パーセントで15.5得点9リバウンド3アシストを記録した。同シーズン終了をもって契約満了。 
2020-21シーズンは6月にB2の愛媛オレンジバイキングスと契約合意して入団した。41試合出場で21.4得点、13.7リバウンド、3アシストを記録した。2021-22シーズンも愛媛に所属。
2024-25シーズンはB2の富山グラウジーズと契約。
2025-26シーズンはB3の新潟アルビレックスBBと契約。